# Inżynieria produkcji budowlanej i zarządzania
Inżynieria produkcji budowlanej i zarządzania – dziedzina wiedzy związana z inżynierią lądową, obejmująca całokształt zagadnień funkcjonowania przemysłu i wykonawstwa budowlanego. 
Inżynieria ta obejmuje pełną problematykę funkcjonowania przedsiębiorstw budowlanych i przemysłu budowlanego, realizacji procesów przemysłowych i wykonawczych integrując działania takich dyscyplin jak: metodologia projektowania realizacji budowy, technologia, mechanizacja, organizacja, zarządzanie, ekonomika, zastosowanie badań operacyjnych oraz systemy zapewnienia jakości w budownictwie.